# Александр Жарден
Алекса́ндр Жарде́н (фр. Alexandre Jardin; 14 квітня 1965, Ньої-сюр-Сен) — французький письменник та сценаріст.
Син сценариста Паскаля Жардена (Pascal Jardin) — одного з авторів сценарію фільмів про Анжеліку. У романі «Le Zubial» Александр описує екстравагантну поведінку свого батька.
Онук політичного діяча Жана Жардена (Jean Jardin).
У віці 20 років видає свій перший роман — «Bille en tête», за який отримує приз «Перший роман 1986 року».
У 1988 році виходить його найвідоміший роман — «Зебра» («Le zèbre») який отримує літературний приз Феміна (prix Fémina).